# Santo Pipó
Santo Pipó é um município argentino da província de Misiones, situado dentro do departamento San Ignacio.